# Engels-Spaanse Oorlog (1654-1660)
De Engels-Spaanse Oorlog vond plaats tussen 1654 en 1660, was een onderdeel van de Frans-Spaanse Oorlog (1635-1659) en speelde zich af op drie fronten, de Caraïbische Zee, de Spaanse havens en de Zuidelijke Nederlanden.

## Achtergrond
Engeland was sinds 1649 een republiek en de troonpretendent Karel II Stuart was naar Frankrijk gevlucht. De ambitieuze Oliver Cromwell wilde een plaats op het wereldtoneel en startte een oorlog tegen de Republiek der Zeven Verenigde Nederlanden om door handel de financiële situatie van zijn land te verbeteren. Na de overwinning op de Nederlanden, richtte hij zijn pijlen op de Spaanse handel, meer bepaald de zilvervloot en de suikerriethandel.

## Verloop
Het eerste doel was het eiland Hispaniola te veroveren, maar dat was te hoog gegrepen. In 1655 veroverden de Engelsen Jamaica. Intussen bestookte admiraal Robert Blake de Spaanse havens Málaga, Cádiz en Santa Cruz op Tenerife.
Oliver Cromwell benaderde inmiddels koning Lodewijk XIV van Frankrijk met de vraag Karel II Stuart uit te leveren. Karel II Stuart vluchtte naar het Spaanse kamp en ondertekende het Verdrag van Brussel (1656). De tegenzet van Cromwell was het Verdrag van Parijs (1657), waarbij Engeland toetrad tot de Frans-Spaanse Oorlog.
1658 was een sleuteljaar. Een Frans-Engels leger onder leiding van generaal Turenne behaalde een klinkende overwinning in de Slag bij Duinkerke (1658), maar in dat zelfde jaar stierf Oliver Cromwell. Frankrijk beëindigde de Frans-Spaanse Oorlog met de Vrede van de Pyreneeën in 1659. In Engeland begon de Restauratie of de terugkeer naar het koninkrijk. De kroning van Karel II Stuart als koning van Engeland was het officieuze einde van de oorlog.

## Verdragen van Madrid
Het eerste verdrag van Madrid werd getekend in 1667 en het tweede in 1670. De verdragen waren zeer gunstig voor Engeland. Voordien, met het Verdrag van Tordesillas uit 1494 werd bepaald dat Amerika behoorde tot Spanje en Portugal. Met de verdragen van Madrid erkende Spanje de Engelse kolonies in het Caribisch gebied en in Amerika.